# Combi + Nation
Combi + Nation es el primer álbum de estudio de la banda Emergency Blanket, ya que el anterior fue un EP , este disco fue lanzado en 2008, con temas como Rusted , Warkaman Te Quechua y Next Passenger , la banda alcanzaría norotiedad en el medio peruano y así empezaría giras fuera del país y en abril de 2010 ganar el People´s Music Awards.

## Lista de canciones
1. Rusted
2. La Conexión
3. Warkaman Te Quechua
4. Meet The Meat
5. Picture of a Dream
6. What shall we cook today?
7. Next Passenger
8. Runnin’ Out
9. Die Alone
10. Shadows
11. Indegater

## Miembros
- Paco Holguin: Voz
- Renzo Solano: Guitarra líder, guitarra rítmica, guitarra acústica
- Jaime Urteaga: Guitarra rítmica
- Lufo Armestar: Bajo
- Hans Menacho: Batería

- Datos: Q5778847